# Elena Alistar

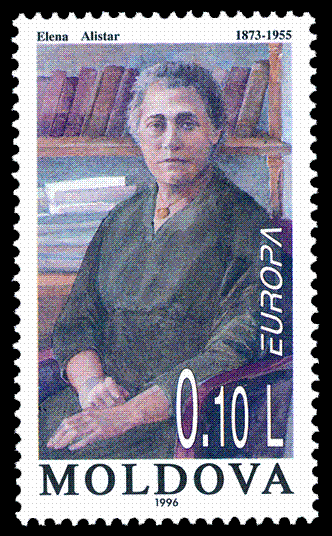

Elena Alistar z d. Bălan (ur. 1 czerwca 1873 w Vaisal, zm. 1955 w Pucioasa) – mołdawska i rumuńska działaczka polityczna, publicystka, nauczycielka i organizatorka szkół rumuńskich w Besarabii. W 1917 r. jedna z dwóch kobiet-deputowanych do Rady Kraju.

## Życiorys
Była córką mołdawskiego duchownego prawosławnego Vasile Balana. Ukończyła szkołę podstawową w rodzinnej wiosce oraz szkołę dla dziewcząt przy eparchii kiszyniowskiej (w 1890 r.). Następnie wyszła za mąż za Dumitru Alistara, absolwenta seminarium duchownego, i po wyświęceniu go na kapłana żyła razem z nim kolejno w miejscowościach, gdzie służył: od 1890 do 1891 w Văleni w rejonie kagulskim guberni besarabskiej, od 1891 do 1893 r. w Roșu w tymże rejonie, od 1893 do 1897 r. w Zârnești w tymże rejonie i od 1904 do 1910 r. w Rezeni w rejonie kiszyniowskim. Jako małżonka kapłana angażowała się w organizację nauki języka rumuńskiego dla dorosłych, walcząc z analfabetyzmem i przeciwdziałając prowadzonej przez władze carskie polityce rusyfikacji Besarabii.
Po śmierci męża, w 1910 r. dzięki pomocy Constantina Stere i Vasile Stroescu, który zdobył dla niej stypendium, Elena Alistar podjęła studia medyczne na Uniwersytecie w Jassach. Od 1912 r. działała w Rumuńskiej Lidze Kulturalnej w Jassach. W ramach swojej aktywności umożliwiała utalentowanym dzieciom z Nisporeni w Besarabii naukę w gimnazjach w tymże mieście. Podjęła również pracę w szpitalu psychiatrycznym w Costiujeni. Również od 1912 r. publikowała na łamach pisma „Cuvânt Moldovenesc” (Słowo Mołdawskie), piętnując politykę władz carskich wobec Besarabii i panujący wśród besarabskich Mołdawian analfabetyzm. Od 1910 r. była notowana przez carską policję jako osoba podejrzana; 19 sierpnia 1914 r. została osadzona na 45 dni w więzieniu w Kiszyniowie za „prorumuńską agitację”. Po zwolnieniu wyjechała ponownie do Jass.
Współtworzyła Mołdawską Partię Narodową i weszła do jej komitetu wykonawczego. Jesienią 1917 r. wróciła do Kiszyniowa i została wybrana na deputowaną do Rady Kraju – parlamentu Besarabii, która otrzymała po rewolucji lutowej autonomię w ramach państwa rosyjskiego, jako jedyna kobieta z ramienia Mołdawskiej Partii Narodowej (drugą kobietą wybraną do Rady była mienszewiczka Nadieżda Grinfeld). W parlamencie zasiadała w komisji szkolnej. Opowiadała się za połączeniem Besarabii z państwem rumuńskim i 27 marca 1918 r. zagłosowała, podobnie jak większość członków Rady Kraju, za zjednoczeniem.
1 grudnia 1918 r. Elena Alistar objęła stanowisko dyrektorki szkoły eparchialnej dla dziewcząt w Kiszyniowie i w ciągu dwudziestu lat kierowania placówką uczyniła z niej szkołę elitarną, sama opracowując dla niej program i metody dydaktyczne. Przez całe dwudziestolecie międzywojenne działała na rzecz rozwoju szkolnictwa rumuńskiego w Besarabii oraz była aktywna w ruchu na rzecz praw kobiet.
W 1927 r. założyła w Kiszyniowie Stowarzyszenie Kobiet Rumuńskich, zrzeszone z Prawosławnym Narodowym Towarzystwem Kobiet Rumuńskich w Bukareszcie, którego liderką była Alexandrina Cantacuzino.
W 1940 r., po wkroczeniu wojsk radzieckich do Besarabii, Alistar wyjechała z Kiszyniowa do Jass, gdzie zamieszkała w domu rodziny Isanos. Po przejęciu przez komunistów władzy w Rumunii, jako osoba nieprzychylna wobec nowych władz, została osadzona w areszcie domowym w Pucioasa. Tam też w 1955 r. zmarła i została anonimowo pochowana.
W 1963 r. ciało Alistar zostało ekshumowane i pochowane w grobowcu rodziny Isanos na cmentarzu Bellu w Bukareszcie.

## Upamiętnienie
Imię Eleny Alistar nosi ulica w kiszyniowskiej dzielnicy Botanica, a od 2002 r. także kiszyniowskie liceum teoretyczne z klasami artystycznymi.